# Umtiza
Umtiza, monotipski rod mahunarki iz Južnoafričke Republike. To je maleno zimzeleno bodljikavo drvo koje naraste do 12 metara visine. Ime roda dolazi po vernakularnom nazivu umthiza za vrstu U. listeriana
Vrsta raste samo na šest lokaliteta, na malenom području provincije Eastern Cape.
- U. listeriana
- U. listeriana
- U. listeriana
- U. listeriana
- U. listeriana